# Happi
Pour les articles homonymes, voir Happi (homonyme).

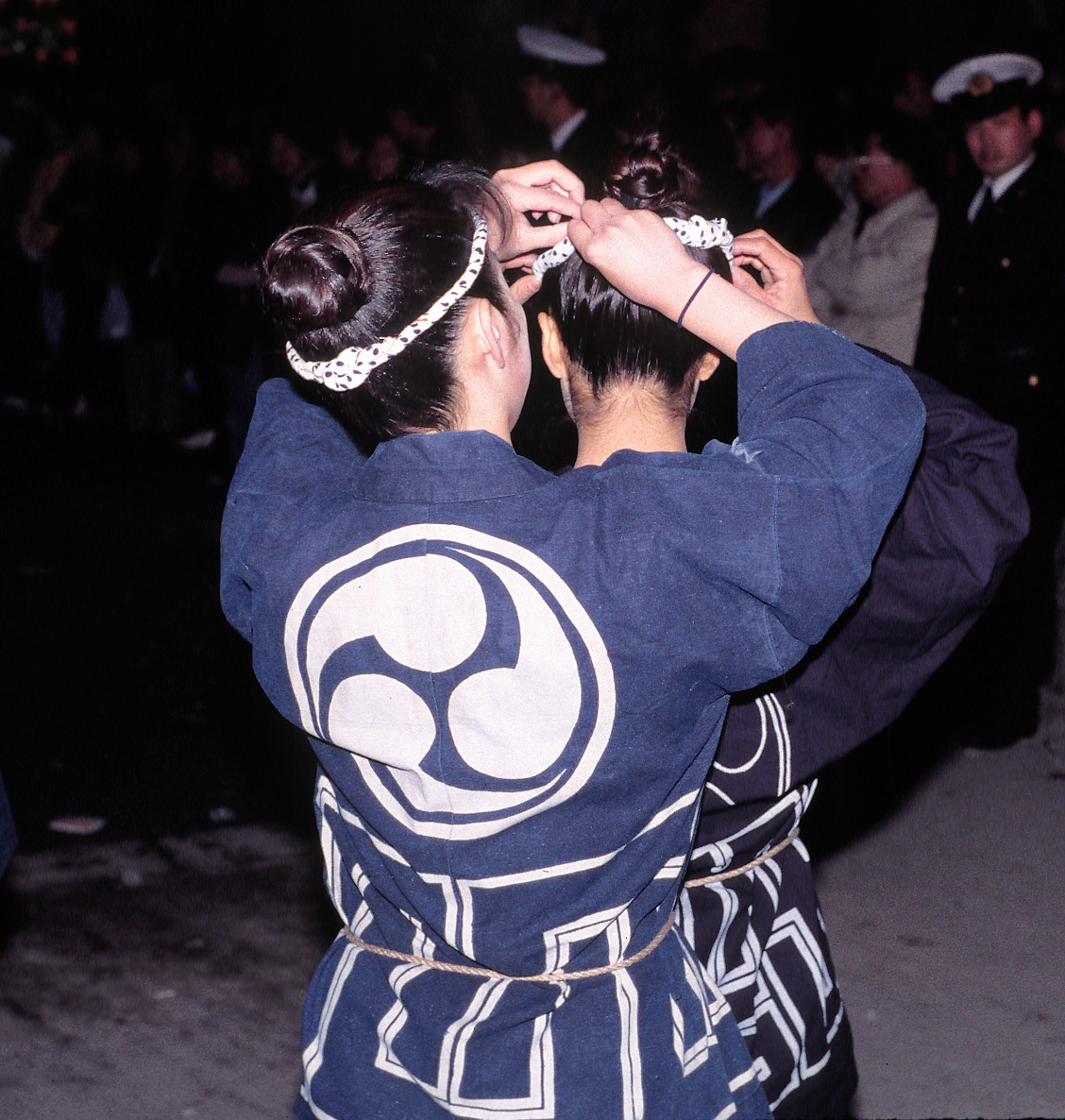
Des femmes participant à un festival, vêtues d'un happi.

Un happi (法被, 半被) est un manteau traditionnel japonais à manches droites, généralement de couleur indigo ou marron fait de coton et imprimé d'un blason distinctif.

## Histoire
Ils sont traditionnellement portés seulement durant les festivals. Originellement, ils représentaient le blason (mon) d'une famille, tandis qu'ils étaient portés par les servants de la maison. Plus tard, les manteaux ont commencé à afficher les blasons de magasins et d'organisations plus populaires. Les pompiers, dans le passé, l'ont également porté ; le symbole sur leur dos faisait allusion au groupe avec lequel ils étaient associés.